# Sztynort
Sztynort (niem. (Groß) Steinort) – osada w Polsce, w województwie warmińsko-mazurskim, w powiecie węgorzewskim, w gminie Węgorzewo, położona nad Jeziorem Sztynorckim, na półwyspie między trzema jeziorami Dargin, Kirsajty i Mamry.
W latach 1975–1998 miejscowość należała administracyjnie do województwa suwalskiego.

## Nazwa
28 marca 1949 r. ustalono urzędową polską nazwę miejscowości – Sztynort, określając drugi przypadek jako Sztynortu, a przymiotnik – sztynorcki.

## Historia
Miejscowość powstała najpewniej w początkach XIV wieku.
Od 1420 r. aż do 1944 r. historia Sztynortu łączy się nierozerwalnie z rodem Lehndorffów, pochodzących ze wsi Mgowo (Legendorf) w ziemi chełmińskiej. Wywodzili się oni prawdopodobnie z autochtonicznego rodu Stango, zamieszkującego ziemię chełmińską jeszcze przed przybyciem Krzyżaków, chociaż niektórzy badacze uważają, iż Stangowie przybyli do ziemi chełmińskiej w XIII w. z Turyngii. Używali początkowo nazwiska von Legendorf (Paweł Legendorf i Fabian Legendorf zapisali się w historii Polski), czasem polskiej wersji Mgowski, później von Lehendorf, aż wreszcie zaczęli pisać się von Lehndorff.
Pierwszy pałac, usytuowany w innym miejscu niż obecna rezydencja, uległ zniszczeniu w XVI wieku.

### XVI wiek
Istniał tu prawdopodobnie zamek, który spłonął w XVI wieku.
Drugą budowlę wzniesiono w latach 1554–1572; spłonęła ona podczas szwedzkiego potopu, podobno za sprawą Tatarów, którzy jako sprzymierzeńcy Polski plądrowali w 1656 r. Prusy. Przy okazji w ręce Tatarów dostała się Marianna von Lehndorff ze Szlichtyngów, sprzedana później w Konstantynopolu Turkom. Zubożała w tym czasie rodzina nie miała środków na jej wykupienie.

### XVII–XVIII wiek
Do czasu wybudowania nowego pałacu w Sztynorcie siedziba rodu von Lehndorff przejściowo znajdowała się w Tarławkach. Pałac odbudowała Maria Eleonora von Dönhoff (córka Gerarda), trzecia żona najwybitniejszego w XVII w. przedstawiciela rodu Lehndorffów, Ahasvera von Lehndorffa (1637–1688). Był on dyplomatą w służbie króla Jana II Kazimierza Wazy, elektora brandenburskiego i króla Danii. Gościł w Sztynorcie Zbigniewa Morsztyna zbiegłego z Polski z powodu prześladowania braci polskich. Od cesarza Leopolda I uzyskał w 1683 r. dziedziczny tytuł hrabiego. Z jego czasów pochodzi istniejąca do dziś aleja dębów. Na fundamentach poprzedniej budowli (pozostałościami poprzedniego pałacu są piwnice o sklepieniach krzyżowych i kolebkowych, a także trójtraktowy układ budynku), w latach 1689–1691 hrabina wzniosła dwukondygnacyjny pałac przykryty czterospadowym stromym dachem. Niewielki ryzalit zwieńczony jest wysokim spłaszczonym naczółkiem. W sieni znalazły się reprezentacyjne dwubiegowe dębowe schody. Hrabina urządziła również osiemnastohektarowy park, okalający pałac od północy. W pobliżu pałacu znajdowały się partery kwiatowe, dalej regularne aleje dębowe. Park ozdobiony był licznymi rzeźbami. Na polanie, na osi głównej, znajdował się zegar słoneczny z 1741 roku (obecnie znajdujący się na dziedzińcu muzeum w Morągu).

### XIX wiek
Wnuk Ahasvera, Ernst Ahasver Henryk von Lehndorff (1727–1811), był długoletnim przyjacielem Ignacego Krasickiego. Biskup często gościł w sztynorckim pałacu. Oprócz zabaw organizowane były tu przedstawienia teatralne. Zachwyt pięknym pałacem, ogrodami oraz atmosferą wyrażał książę poetów w korespondencji z właścicielem dóbr, której zachowane fragmenty są przykładem sztuki epistolarnej.
W czasach trzech kolejnych Lehndorffów, wszystkich o imieniu Karol, dobra sztynorckie zaczęły podupadać. Liczący siedemnaście majątków o łącznym areale 5800 hektarów klucz sztynorcki finansował ich rozrzutne zabawy. Majątek przed roztrwonieniem uchroniła żona Karola II, Anna z domu Hohn. Pomimo choroby i niezbyt udanego małżeństwa sprawnie zarządzała posiadłościami, prowadziła również szeroką działalność filantropijną, a nawet wspierała działalność naukową. W 1870 r. udało jej się doprowadzić do powstania fideikomisu (majoratu, czyli instytucji podobnej do polskiej ordynacji), aby zachować jedność dużego jeszcze majątku i uchronić go przed podziałami spadkowymi. Mąż zajmował się głównie sztynorcką stadniną koni wyścigowych. Z osobą Anny wiąże się również znaczną przebudowę i rozbudowę pałacu (rozpoczętą w 1829 a zakończoną w 1880).
Rozebrano flankujące pałac zabudowania gospodarcze i dobudowano boczne skrzydła. Zachodnie skrzydło zamknęła wieża kryta czterospadowym dachem. Ryzalit fasady przebudowano w stylu neogotyckim. Od strony elewacji ogrodowej dobudowano do obu naroży alkierzowe wieże. W XIX w. wzniesiono również szereg budowli w parku:
- neoklasycystyczną herbaciarnię według projektu Langhansa z 1816 r. w części wschodniej,
- neogotycką kaplicę (około 1830 r.) w części zachodniej,
- ośmioboczną, neogotycką kaplicę grobową Lehndorffów na zachodnim cyplu Jeziora Sztynorckiego (ok. 1830, budowniczy Staudener według projektów Schinkla). Kaplica jest dwukondygnacyjna, w podziemiu znajduje się krypta grobowa, górna kondygnacja pełniła funkcję kaplicy, wykorzystywanej nie tylko przez mieszkańców pałacu, ale także i miejscowości. Do kaplicy wiedzie dobrze zachowana aleja dębowa.

### Początek XX wieku
Hrabina nie odniosła sukcesu wychowawczego wobec własnego syna Karola III Meinharda, który po jej śmierci w 1894 r. przejął majątek. Uwolniony z rodzicielskiej kurateli, w ciągu kilku lat narobił takich długów, że w 1896 r. rząd wprowadził zarząd przymusowy wyznaczając hrabiemu pensję i zostawiając do zamieszkania pałac. Część długów wynikała prawdopodobnie z numizmatycznej pasji Karola Meinharda. Zgromadził on liczący 280 000 monet zbiór numizmatów. Umarł bezdzietnie w 1936 r. Ostatnim Lehndorffem w Sztynorcie był pochodzący z bocznej linii rodu Heinrich. Okazał się on dobrym gospodarzem, unowocześniając majątek i prowadząc go wzorowo.

### Czasy II wojny światowej

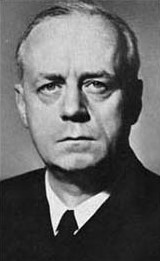
Joachim von Ribbentrop był częstym gościem pałacu w Sztynorcie ponieważ MSZ Rzeszy zajęło część pałacu na swoje potrzeby

Od 1941 r. pałac zajęło ministerstwo spraw zagranicznych III Rzeszy. Częstym gościem był tu minister Joachim von Ribbentrop. Na kwaterę służb Ribbentropa wykorzystano także „Waldhaus” (4 km od Węgorzewa, obecnie w tym miejscu znajduje się restauracja Ośrodka Wypoczynkowego „Rusałka”). „Waldhaus” położony był na prawo od drogi Węgorzewo – Pozezdrze nad jeziorem Święcajty. W 1935 r. odbyły się tam mistrzostwa Europy w bojerach. Do kompletu kwatery Ribbentropa należał jego pociąg specjalny „Westfalen”, stojący na odległej o 4 km od Sztynortu stacji kolejowej w Kamionku Wielkim. Na dzień przed wizytą Musoliniego w Wilczym Szańcu dnia 25 sierpnia 1941 r. Ribbentropa odwiedził hrabia Galeazzo Ciano. Z Dziennika Ciano wynika, że podwładni Ribbentropa w Sztynorcie korzystali także z baraków.

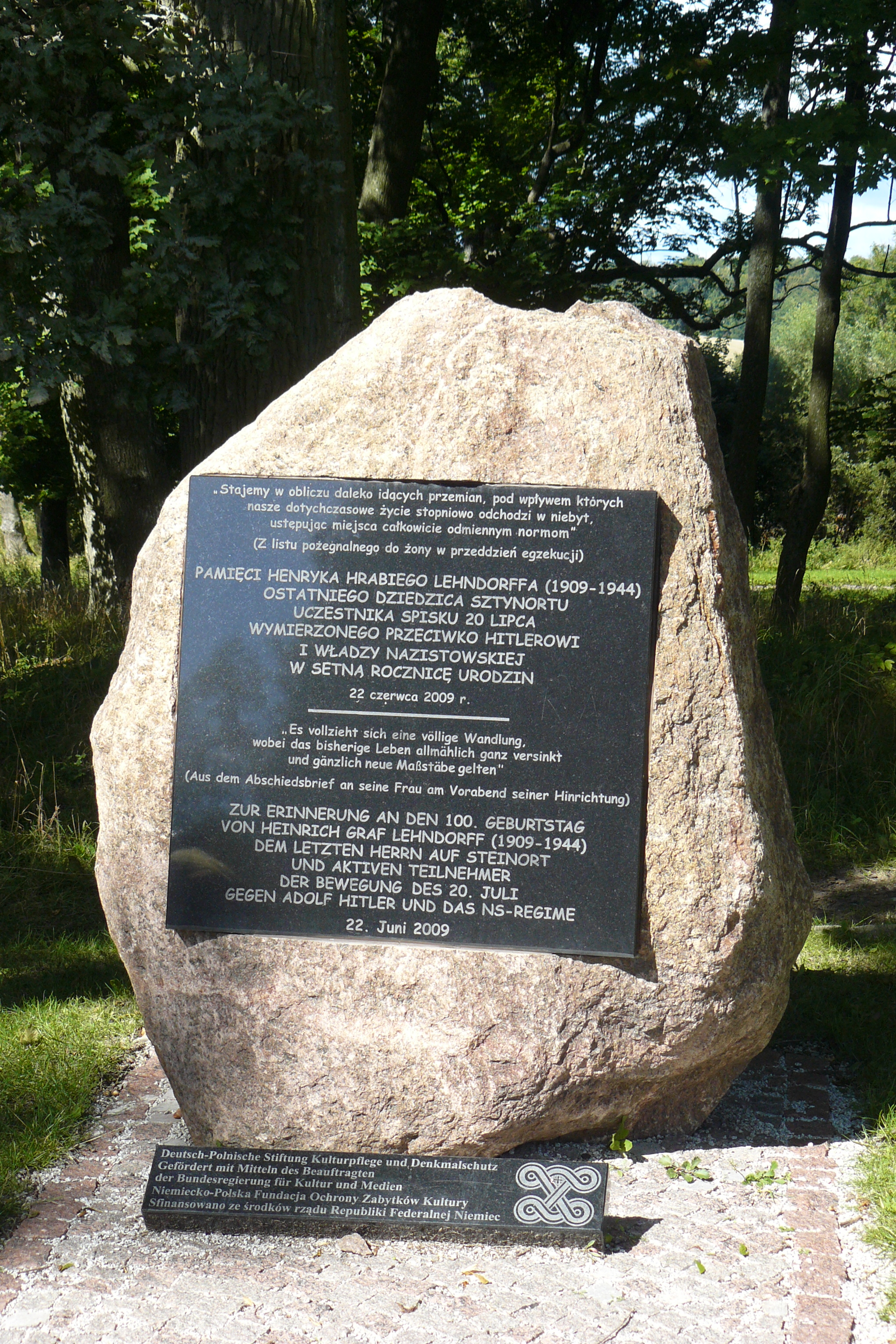
Tablica upamiętniająca Heinricha von Lehndorff, jednego z członków spisku zakończonego zamachem na Hitlera

Rodzinie właścicieli pozostawiono jedno skrzydło pałacu. Korzystała z niego tylko żona i dzieci Heinricha von Lehndorff, gdyż on sam walczył w tym czasie jako porucznik Wehrmachtu na froncie wschodnim. Zachowała się informacja o jego udziale, wspólnie z generałem Henningiem von Tresckow, w proteście przeciwko masakrze Żydów i pozostałej ludności Borysowa nad Berezyną, dokonanej w 1941 r. przez łotewskie oddziały SS.
W 1944 r. porucznik Lehndorff brał udział w antyhitlerowskim spisku zakończonym nieudanym zamachem Stauffenberga. Został stracony, a rodzina trafiła do obozu koncentracyjnego. Jedna z córek porucznika, Vera Von Lehndorff, była znaną modelką w latach 60. XX wieku, używającą pseudonimu Verushka. Była prekursorką mody na mocną opaleniznę i pomysłodawczynią brązującego żelu do ciała. Wystąpiła w filmie Powiększenie Antonioniego.
Podczas działań wojennych w 1945 r. Sztynort uniknął zniszczenia. Do 1947 r. w pałacu miała siedzibę kwatera wojsk radzieckich, a potężne zabudowania folwarczne były miejscem postoju dla spędzanego tu z terenu Mazur inwentarza żywego przeznaczonego do wywózki do Związku Radzieckiego. Gromadzono tu również inne mienie, w tym dzieła sztuki.
Po odejściu Sowietów niewiele zostało z bogatego wyposażenia pałacu. Według opisu jednego z gości, w latach trzydziestych XX w. były tam niezliczone ilości obrazów, portrety rodowe, flamandzkie gobeliny, zbiory miniatur, porcelany, pasteli, cenne meble m.in. gdańskie. Pozostałe resztki zabezpieczono w olsztyńskim muzeum. Zachowało się też rodowe archiwum obejmujące lata 1715–1929.

### Przełom XX/XXI w.
W okresie PRL-u pałac pełnił funkcję stołówki PGR-u, które użytkowało też zabudowania gospodarcze założenia pałacowego. Od 1989 r. ulega degradacji. W latach dziewięćdziesiątych XX w. kilka prywatnych, również niemieckich, firm miało plany przywrócenia mu dawnej świetności i urządzenia w nim luksusowego hotelu czy wręcz zbudowania na bazie pałacu i innych zabudowań, wielkiego ośrodka żeglarsko-wypoczynkowego.

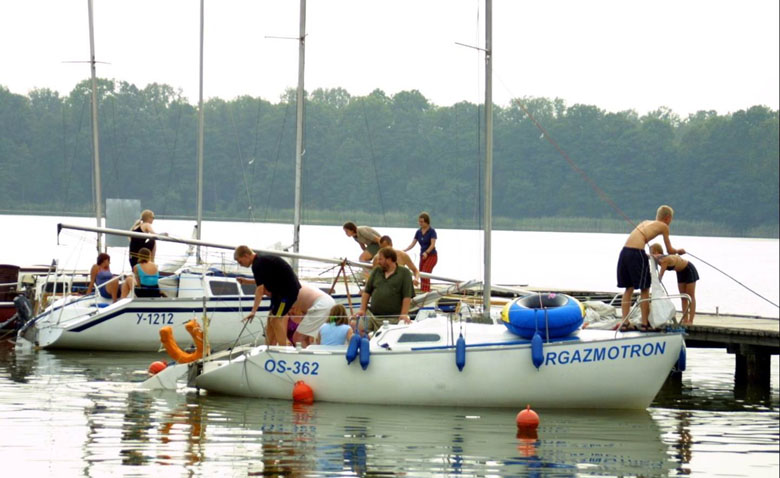
Marina w Sztynorcie

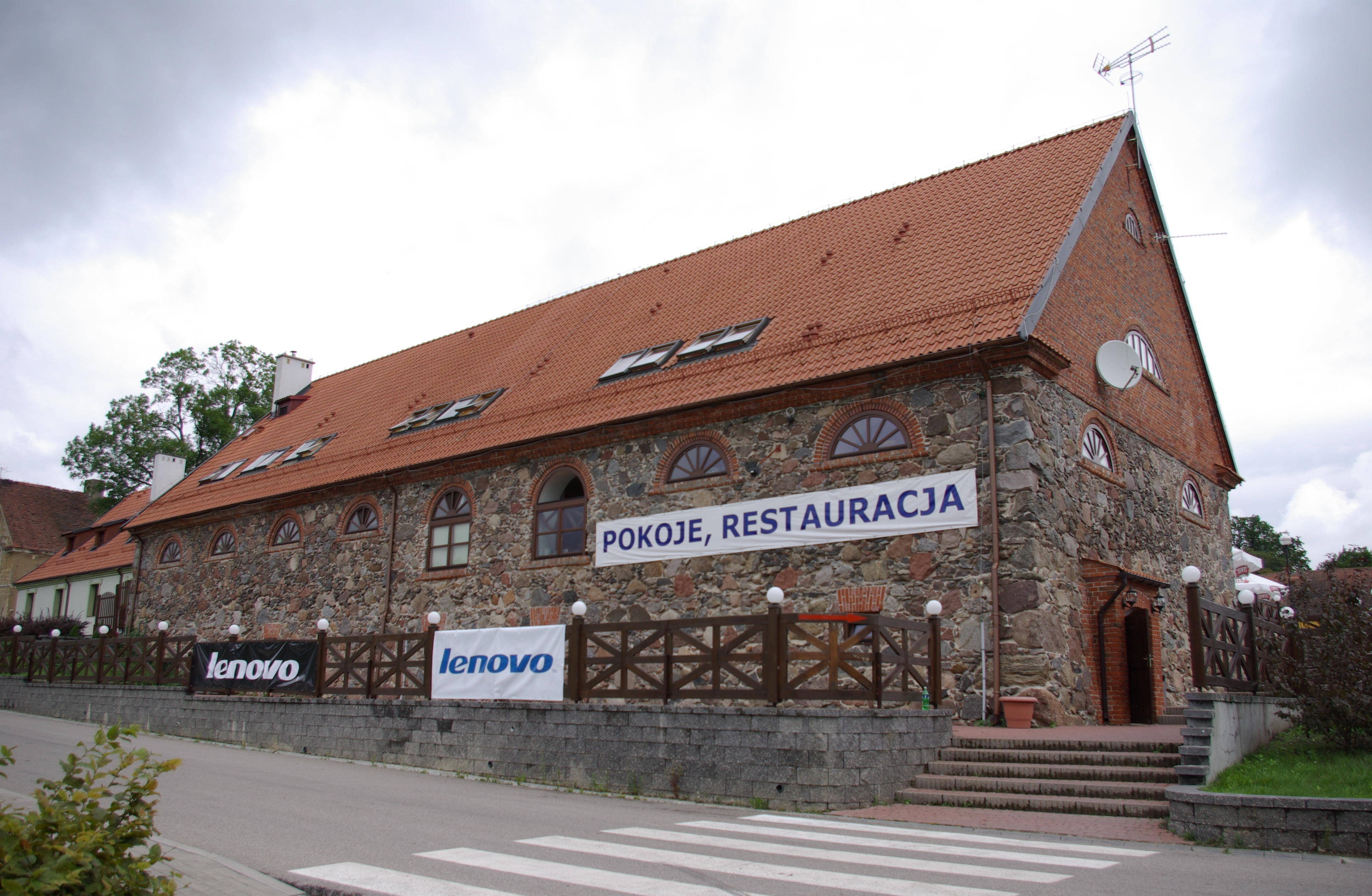
Pensjonat i restauracja w Sztynorcie

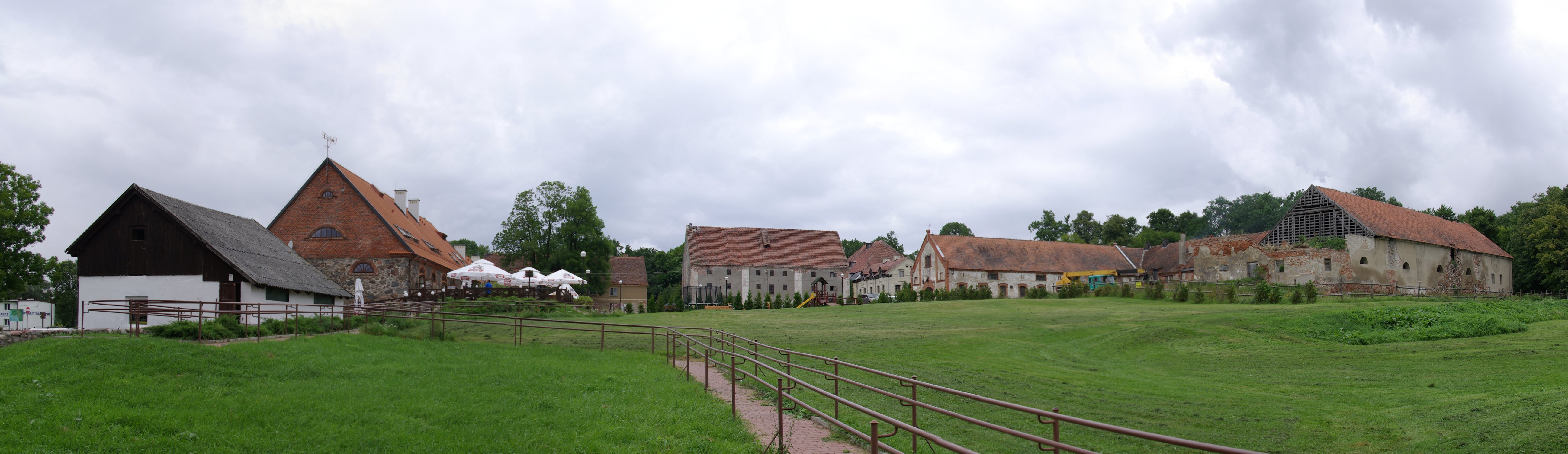
Panorama zabudowań folwarcznych

Pałac położony jest w centralnym miejscu szlaku Wielkich Jezior, w niewielkiej odległości do Wilczego Szańca i dużo lepiej zachowanych bunkrów Kwatery Naczelnego Dowództwa Wojsk Lądowych leżących w sąsiedztwie Sztynortu. Cały majątek sztynorcki do roku 2009 był własnością firmy Tiga Yacht & Marina prowadzącej tam port jachtowy oraz największą w Polsce wypożyczalnię jachtów.
Sam pałac nie został wyremontowany.
30 listopada 2009 firma Tiga Yacht & Marina podarowała budynek Polsko-Niemieckiej Fundacji Ochrony Zabytków Kultury. Dzięki funduszom od niemieckiego rządu rozpoczęły się pierwsze prace zabezpieczające. Został m.in. wyremontowany dach i wzmocnione stropy chroniąc budynek przed zawaleniem. W pałacu wykonywane są m.in. prace odwodnieniowe i izolacyjne.
Do przywrócenia pełnej świetności potrzeba kilku milionów euro.
Pod koniec pierwszej dekady XXI w. firma Tiga odsprzedała port i przyległe do niego 50 ha gruntów w transakcji wiązanej w zamian za akcje firmy deweloperskiej Alterco. Nowy właściciel planuje zagospodarować grunty poprzez budowę domów jedno- i wielorodzinnych.